# Großlangheim
Großlangheim là một đô thị thuộc huyện Kitzingen trong bang Bayern của nước Đức.